# Imre Földi
Imre Földi [ˈimrɛ ˈføldi] (* 8. Mai 1938 in Kecskemét; † 23. April 2017 in Tatabánya) war ein ungarischer Gewichtheber.

## Herkunft
Als Imre Földi in Kecskemét aufwuchs, wollte er zunächst Fußballtorwart werden. Sein großes Vorbild war Gyula Grosics, der Torhüter der Goldenen Elf. Wegen seiner geringen Größe wechselte Földi zum Ringen, Turnen und Gewichtheben, um sich dann mit 14 Jahren ganz auf das Gewichtheben zu konzentrieren. Földi zog nach Tatabánya um und wurde Schlosser.

## Laufbahn
Im Gewichtheben wurde Földi 1959 erstmals bei einem internationalen Wettkampf eingesetzt. 1960 startete er erstmals bei Olympischen Spielen.
Seine Laufbahn währte dann bis 1976, während der er insgesamt fünfmal bei Olympischen Spielen am Start war. Földi wurde im vierten Anlauf 1972 Olympiasieger und mehrmals Welt- und Europameister. Sein Vize-Weltmeistertitel von den Weltmeisterschaften 1970 wurde ihm allerdings wegen Dopings aberkannt. Er hatte bei einer Körpergröße von 1,49 m ein Normalgewicht von ca. 62 kg. Um wegen der besseren Erfolgsaussichten im Bantamgewicht (bis 56 kg Körpergewicht) starten zu können, musste er vor jedem Wettkampf ca. 6 kg abtrainieren. Bis zu seinem 38. Lebensjahr blieb er aktiv und startete bei 21 großen internationalen Meisterschaften (OS, WM, EM). Kein anderer Gewichtheber erreichte so viele Teilnahmen. Nach Beendigung seiner aktiven Laufbahn wurde er Trainer.

## Internationale Erfolge
(OS = Olympische Spiele, WM = Weltmeisterschaften, EM = Europameisterschaften, Ba = Bantamgewicht, Fe = Federgewicht, Wettkämpfe bis 1972 im olympischen Dreikampf, bestehend aus Drücken, Reißen und Stoßen, Wettkämpfe ab 1973 im Zweikampf, bestehend aus Reißen und Stoßen)
- 1959, 3. Platz, WM + EM in Warschau, Ba, mit 295 kg, hinter Wladimir Stogow, UdSSR, 332,5 kg und Marian Jankowski, Polen, 320 kg;
- 1960, 2. Platz, EM in Mailand, Ba, mit 310 kg, hinter Stogow, 330 kg und vor Jankowski, 307,5 kg;
- 1960, 6. Platz, OS in Rom, Ba, mit 320 kg, hinter Charles Vinci, USA, 345 kg, Yoshinobu Miyake, Japan, 337,5 kg, Elmkah, Iran, 330 kg, Kogure, Japan, 322,5 kg und Jankowski, 322,5 kg;
- 1961, 2. Platz, Grand Prix von Moskau, Ba, mit 335 kg, hinter Wiktor Marsagulow, UdSSR, 337,5 kg und vor Alexei Wachonin, UdSSR, 327,5 kg;
- 1961, 2. Platz, WM + EM in Wien, Ba, mit 345 kg, hinter Stogow, 345 kg und vor Miyake, 337,5 kg;
- 1962, 2. Platz, WM + EM in Budapest, Ba, mit 337,5 kg, hinter Miyake, 352,5 kg und vor Stogow, 330 kg (EM-Wertung: 1. Platz);
- 1963, 3. Platz, WM + EM in Warschau, Fe, mit 365 kg, hinter Miyake, 375 kg und Isaac Berger, USA, 367,5 kg (EM-Wertung: 1. Platz);
- 1964, 1. Platz, Donaupokal in Ljubljana, Fe, mit 347,5 (110.0, 102.5, 135.0) kg;
- 1964, 3. Platz, EM in Moskau, Fe, mit 360 kg, hinter Jewgeni Kazura, UdSSR, 365 kg und Fitzi Balas, Rumänien, 362,5 kg;
- 1964, Silbermedaille, OS in Tokio, Ba, mit 355 kg, hinter Alexei Wachonin, UdSSR, 357,5 kg und vor Shirō Ichinoseki, Japan, 347,5 kg;
- 1965, 1. Platz, Donaupokal in Budapest, Fe, mit 357,5 (127.5, 100.0, 130.0) kg;
- 1965, 1. Platz, Grand Prix von Moskau, Ba, mit 350 kg, vor Andrianow, UdSSR, 335 kg und Gennadi Tschetin, UdSSR, 320 kg;
- 1965, 2. Platz, EM in Sofia, Ba, mit 347,5 kg, hinter Wachonin, 350 kg und vor Henryk Trebicki, Polen, 332,5 kg;
- 1965, 1. Platz, WM in Teheran, Ba, mit 360 kg, vor Ichinoseki, 355 kg, Yoshiyuki Miyake, Japan, 345 kg und Mohammad Nassiri, Iran, 335 kg;
- 1966, 1. Platz, Donaupokal in Wien, Fe, mit 362,5 (127.5, 105.0, 130.0) kg;
- 1966, 2. Platz, WM + EM in Berlin, Ba, mit 360 kg, hinter Wachonin, 362,5 kg und vor Nassiri, 350 kg;
- 1967, 1. Platz, Donaupokal in Bratislava, Fe, mit 355 (125.0, 100.0., 130.0) kg, vor Petkow, Bulgarien, 335 kg;
- 1968, 1. Platz, EM in Leningrad, Ba, mit 350 kg, vor Walter Szoltyszek, Polen, 342,5 kg und Wachonin, 342,5 kg;
- 1968, 1. Platz, Donaucup in Donaueschingen, Ba, mit 340,0 (115.0, 95.0, 130.0) kg;
- 1968, Silbermedaille, OS in Mexiko-Stadt, Ba, mit 367,5 kg, hinter Nassiri, 367,5 kg und vor Trebicki, 357,5 kg;
- 1970, 1. Platz, EM in Szombathely, Ba, mit 372,5 kg, vor Mieczysław Nowak, Polen, 362,5 kg und Szoltyszek, 352,5 kg;
- 1971, 1. Platz, EM in Sofia, Ba, mit 367,5 kg, vor Tschetin, 355 kg und Szoltyszek, 350 kg;
- 1971, 4. Platz, WM in Lima, Ba, mit 357,5 kg, hinter Tschetin, 370,0 kg, Henryk Trebicki, Polen, 367,5 kg, Mohammad Nassiri, Iran, 360,0 kg;
- 1972, 1. Platz, Donaupokal in Budapest, Ba, mit 372,5 (125.0, 107.5, 1400.0) kg;
- 1972, Goldmedaille, OS in München, Ba, mit 377,5 kg, vor Nassiri, 370 kg und Tschetin, 367,5 kg;
- 1973, 4. Platz, EM in Madrid, Ba, mit 247,5 kg, hinter Atanas Kirow, Bulgarien, 255 kg, Georgi Todorow, Bulgarien, 252,5 kg und Karel Prohl,  CSSR, 250 kg;
- 1973, 4. Platz, WM in Havanna, Ba, mit 247,5 kg, hinter Kirow, 257,5 kg und Todorow, 255 kg und Miki, Japan, 252,5 kg;
- 1974, 4. Platz, EM in Verona, Ba, mit 240 kg, hinter Kirow, 257,5 kg, Anikin, UdSSR, 247,5 kg und Prohl, 245 kg;
- 1976, 5. Platz, OS in Montréal, Ba, mit 245 kg, hinter Nurair Nurikian, Bulgarien, 262,5 kg, Cziura, Polen, 252,5 kg, Ando, Japan, 250 kg und Skorupa, Polen 250 kg.

Ab 1964 wurden auch bei Olympischen Spielen WM-Titel und ab 1969 auch Einzelmedaillen bei Weltmeisterschaften vergeben. Dabei gewann Imre Földi noch zusätzlich 5 WM-Goldmedaillen, 5 WM-Silbermedaillen und 2 WM-Bronzemedaillen.

## Ungarische Meisterschaften
Imre Földi wurde insgesamt 13-mal ungarischer Meister im Bantam- bzw. Federgewicht.

## Weltrekorde
im beidarmigen Drücken:
- 115 kg, 1961 in Budapest, Ba,
- 123,5 kg, 1962 in Tatabánya, Fe,
- 124 kg, 1962 in Budapest, Fe,
- 125 kg, 1963 in Kanagawa, Fe,
- 125,5 kg, 1963 in Budapest, Fe,
- 127 kg, 1964 in Budapest, Fe,
- 127,5 kg, 1965 in Budapest, Fe,
- 128 kg, 1965 in Budapest, Fe,
- 128,5 kg, 1966 in Peking, Fe,
- 130,5 kg, 1966 in Tatabánya, Fe,
- 124 kg, 1968 in Dnepropetrowsk, Ba,
- 125 kg, 1969 in Budapest, Ba,
- 137 kg, 1971 in Budapest, Fe,
- 137,5 kg, 1972 in Ulm, Fe.

im olympischen Dreikampf:
- 355 kg, 1964 in Tokio, Ba,
- 365 kg, 1965 in Budapest, Ba,
- 367,5 kg, 1968 in Mexiko-Stadt, Ba,
- 370 kg, 1969 in Budapest, Ba,
- 372,5 kg, 1972 in Szombathely, Ba,
- 377,5 kg, 1972 in München, Ba.